# 사정을 모르는 전학생이 거침없이 다가온다.
《사정을 모르는 전학생이 거침없이 다가온다.》(일본어: 事情を知らない転校生がグイグイくる。 지조오 시라니이 덴코세이가 구이구이쿠루[*])는 카와무라 타쿠가 그린 일본의 만화이다. 2018년 2월 19일에 카와무라 자신의 트위터에 창작 만화로 투고를 시작했다. 그 후, 《월간 간간 JOKER》(스퀘어 에닉스)에서 2018년 6월호부터 연재하고 있다.

## 줄거리
전학생 타카다 타이요는 동급생 니시무라 아카네의 별명이 '사신'임을 알고 그 이유를 모르면서도 '멋있는 별명이다'라고 감격해, 그녀와 친해지려고 행동한다.

## 등장인물
니시무라 아카네(西村 茜)
성우 - 코하라 코노미
나쁜 눈빛으로 '사신'이라고 불리는 여자 초등학생.
타카다 타이요(高田 太陽)
성우 - 이시가미 시즈카
전학생으로, 아카네의 동급생 남자. 아카네와 친해지려 한다.
히노 다이치(日野 大地)
성우 - 카와니시 켄고
타카다의 '절친'. 니시무라가 함께 있어도 신경 쓰지 않는다.
아다치 우미(安達 海美)
성우 - 콘도 레이나
타카다 유키코(高田 雪子)
성우 - 타네자키 아츠미
타이요의 누나.
카사하라 스미레(笠原 すみれ)
성우 - 마루오카 와카나
포니테일이 특징인 아카네의 동급생.
키타가와 코타로(北川 虎太郎)
성우 - 아마사키 코헤이
몸집이 좋고 빡빡한 머리. 아카네를 '사신'이라고 부른다.

## 서지 정보
- 카와무라 타쿠 《사정을 모르는 전학생이 거침없이 다가온다.》 스퀘어 에닉스 〈간간 코믹스 JOKER〉
  1. 2018년 10월 22일 발매[6], ISBN 978-4-7575-5855-7
  2. 2019년 2월 22일 발매[7], ISBN 978-4-7575-6025-3
  3. 2019년 6월 22일 발매[8], ISBN 978-4-7575-6167-0
  4. 2019년 10월 21일 발매[9], ISBN 978-4-7575-6352-0
  5. 2020년 2월 22일 발매[10], ISBN 978-4-7575-6529-6
  6. 2020년 6월 22일 발매[11], ISBN 978-4-7575-6708-5
  7. 2020년 11월 21일 발매[12], ISBN 978-4-7575-6948-5
  8. 2021년 3월 22일 발매[13], ISBN 978-4-7575-7162-4
  9. 2021년 7월 20일 발매[14], ISBN 978-4-7575-7375-8
  10. 2021년 11월 22일 발매[15], ISBN 978-4-7575-7576-9
  11. 2022년 3월 22일 발매[16], ISBN 978-4-7575-7825-8
  12. 2022년 7월 22일 발매[17], ISBN 978-4-7575-8035-0
  13. 2022년 11월 22일 발매[18], ISBN 978-4-7575-8263-7
  14. 2023년 3월 22일 발매[19], ISBN 978-4-7575-8476-1
  15. 2023년 7월 22일 발매[20], ISBN 978-4-7575-8672-7
  16. 2023년 11월 21일 발매[21], ISBN 978-4-7575-8905-6
  17. 2024년 3월 22일 발매[22], ISBN 978-4-7575-9114-1

## TV 애니메이션
2022년 11월 16일에 텔레비전 애니메이션화가 발표되었다. 2023년 4월부터 7월까지 TOKYO MX 등에서 방송되었다.

### 스태프
- 원작 - 카와무라 타쿠[4]
- 감독 - 카게야마 시게노리[4]
- 조감독 - 카와니시 타이지
- 시리즈 구성 - 야스카와 쇼고, 호시카와 타카후미[4]
- 캐릭터 디자인 - 카데카루 치카시[4]
- 미술 설정 - 이라나미 리사, 타키자와 마나미
- 프롭 디자인 - Color&Smile, 코다마 히로유키, 타케사키 리츠, 타카하라 히사야, 시바 슌타로
- 의상 디자인 - 오누마 유리카
- 미술 감독 - 루 지아팡[4]
- 색채 설계 - 야나이 코타[4]
- 촬영 감독 - 카와타 테츠야[4]
- 편집 - 야나기 케이스케
- 음향 감독 - 하라구치 노보루[4]
- 음악 - 마스다 토시오[4]
- 치프 프로듀서 - 우메모토 토오루, 키무라 야스타카, 하기와라 료스케, 타니구치 히로야스
- 프로듀서 - 카와사키 나츠코, 후지무라 토모코, 이이지마 에미코, 키쿠치 요헤이, 타무라 요스케, 시부야 토모코, 나루케 요시노리, 시미즈 오사무, 오오모리 신지, 나가시마 아츠시
- 애니메이션 프로듀서 - 시미즈 오사무
- 애니메이션 제작 - 스튜디오 사인포스트[4]
- 제작 - 사정을 모르는 제작위원회가 거침없이 다가온다.(YTE, 스퀘어 에닉스, 크런치롤, 소니 픽처스 엔터테인먼트, 피에로, 일본 컬럼비아, 애니맥스 브로드캐스트 재팬, 스튜디오 사인포스트, BS후지 진난 스튜디오)

### 주제가
알코르와 폴라리스(アルコルとポラリス)
콘도 레이나에 의한 오프닝 테마. 작사·작곡·편곡은 hisakuni.
마음 소리(ココロネ)
Kitri에 의한 엔딩 테마. 작사는 Mona, Hinaa, 작곡은 Monaa, 편곡은 아미모리 쇼헤이.

### 방영 목록
| 화수   | 제목                                                                     | 각본                      | 그림 콘티       | 연출                                                    | 작화 감독 | 총작화 감독                                  | 방송일         |
| ------ | ------------------------------------------------------------------------ | ------------------------- | --------------- | ------------------------------------------------------- | --- | -------------------------------------------- | -------------- |
| 제1화  | 死神と転校生 사신과 전학생                                               | 야스카와 쇼고             | 아오바 미즈키   | 카와니시 타이지                                         | 하시모토 아츠토시 타카하라 슈지 타케우치 아키라                                                                                     | 카데카루 치카시 키스이다코네 모리야마 타케시 | 2023년 4월 9일 |
| 제2화  | 給食当番と心霊写真とラブレター 급식 당번과 심령사진과 러브레터           | 사와키 츠마               | 하야시 나오타카 | 모리타 유키                                             | 이석윤 심명주 | 카데카루 치카시 김현옥                       | 4월 16일       |
| 제3화  | 夏休みがはじまる 여름방학이 시작된다                                     | 혼다 마사야               | 나이토 메이고   | 넨베 치카                                               | 사쿠라이 코노미 마츠시타 준코 STUDIO CL 野馬動画                                                                                    | 카데카루 치카시 키스이다코네 모리야마 타케시 | 4월 23일       |
| 제4화  | おばあちゃんち 할머니 댁                                                 | 야스카와 쇼고             | 아오바 미즈키   | 코바야시 히사노리 쿠니모토 카즈호                       | 이마키 히로아키 | -                                            | 4월 30일       |
| 제5화  | 死神って呼んで 사신이라고 불러줘                                         | 사와키 츠마               | 나이토 메이고   | 마에조노 후미오                                         | 민현숙 마츠모토 카츠지 | 카데카루 치카시 키스이다코네 모리야마 타케시 | 5월 7일        |
| 제6화  | 席替えとクラス委員と新しいともだち 자리 바꾸기와 학급 위원과 새로운 친구 | 타니하타 유키             | 아오바 미즈키   | 마츠모토 마사유키                                       | 심명주 | 카데카루 치카시 키스이다코네 박혜란          | 5월 14일       |
| 제7화  | 遠足と味玉の魔法 소풍과 달걀 장조림의 마법                               | 혼다 마사야               | 나이토 메이고   | 카와니시 타이지                                         | 이마키 히로아키 콘도 유지 마츠모토 토모유키                                                                                         | 카데카루 치카시                              | 5월 21일       |
| 제8화  | 浴衣とジャングルジムとギプス 유카타와 정글짐과 깁스                      | 사와키 츠마               | 마스다 토시히코 | 넨베 치카 키무라 케이지 스즈우라 타카히로 하라다 츠루기 | 사쿠라이 코노미 미나미 신이치로 이마키 히로아키 호시노 레이카 STUDIO CL                                                             | 키스이다코네 모리야마 타케시                 | 5월 28일       |
| 제9화  | 走れ! 叫べ! 運動会 달려라! 소리쳐라! 운동회                              | 야스카와 쇼고             | 아오바 미즈키   | 야스에 나츠미                                           | 아오키 마리코 이마키 히로아키 오누마 유리카 고토 유리에 쥬조 타카세 유리코 나가하시 켄타 SAS ONE ORDER                              | 키스이다코네 모리야마 타케시                 | 6월 4일        |
| 제10화 | 初めてのおもてなし 처음 해 보는 손님맞이                                 | 타니하타 유키             | 나이토 메이고   | 하라다 츠루기                                           | 타카하라 슈지 타케우치 아키라 나가하시 켄타 하시모토 아츠토시 민현숙 안효정                                                         | 카데카루 치카시 키스이다코네 모리야마 타케시 | 6월 11일       |
| 제11화 | 風神同盟と呪いの歌とクリスマス 풍신 동맹과 저주의 노래와 크리스마스      | 야스카와 쇼고 사와키 츠마 | 후지모리 미유키 | 모리타 유키                                             | 호시노 레이카 | 이마키 히로아키                              | 6월 18일       |
| 제12화 | クリスマスパーティーの告白 크리스마스 파티의 고백                        | 야스카와 쇼고             | 아오바 미즈키   | 카와니시 타이지                                         | 아오키 마리코 고토 유리에 타카하라 슈지 타케우치 아키라 츠바타 요시아키 나가하시 켄타 하시모토 아츠토시 쥬조 허혜정 이마키 히로아키 | 모리야마 타케시 키스이다코네                 | 6월 25일       |
| 제13화 | 10年後も、今日も 10년 후에도, 오늘도                                     | 타니하타 유키             | 나이토 메이고   | 카미야 유키                                             | 이종국 | 키스이다코네 박혜란 김현옥                   | 7월 2일        |